# Partido Popular da Bahia
Partido Popular da Bahia (PPB) foi um partido político brasileiro fundado em setembro de 1934 e que durou até a dissolução dos partidos políticos determinada pelo Estado Novo de Getúlio Vargas.
O PPB era um partido liderado por Cosme de Farias e Ponciano Pereira, tendo inclusive apresentado o nome do vereador Cosme de Farias para concorrer a deputado na Assembleia Constituinte Estadual da Bahia em 1934.
De espectro ideológico centrista, o PPB era uma agremiação partidária que se propunha a fazer a mediação entre o governo estadual baiano, sob a interventorias conduzidas por pessoas nomeadas por Getúlio Vargas, e a oposição estabelecida no estado.
Em 1937, durante a campanha para as eleições presidenciais previstas para ocorrer em 1938, mas que não foram realizadas por causa do golpe do Estado Novo, o PPB, por meio de Cosme de Farias, político afrobrasileiro com forte apoio popular em razão de suas ações de combate ao analfabetismo e escolarização, além da atuação como rábula, articulou-se uma aproximação entre setores da elite baiana que se opunham ao interventor Juracy Magalhães com as classes populares situadas na capital e no interior do estado da Bahia, visando apoiar a candidatura de Armando Sales de Oliveira.